# Galerie nationale de Finlande
La Galerie nationale de Finlande (en finnois : Valtion taidemuseo) est le plus grand musée de Finlande. Il est composé de 4 unités, situées à Helsinki.

## Responsabilités
La Galerie nationale de Finlande est une fondation de droit public indépendante dont la tâche est de s'occuper de l'entretien de la collection de la Galerie nationale, de participer à des activités d'exposition et de recherche et de participer en tant qu'expert des musées d'art au développement du secteur muséal. 
La loi sur les fondations ne s'applique pas à la Galerie nationale en tant que fondation de droit public. La collection d'art du musée est une propriété nationale appartenant à l'État.
La Galerie nationale est un musée national des beaux-arts qui œuvre pour renforcer le patrimoine culturel et promouvoir la culture artistique.
Le projet de loi sur la Galerie nationale a été adopté en juin 2013. La loi est entrée en vigueur le 1er janvier 2014.

### Unités
| unité | nom                          | directeur              | lieu                             | Réf.  |
| ----- | ---------------------------- | ---------------------- | -------------------------------- | ----- |
|       | Musée Ateneum                | Maija Tanninen-Mattila | 2 rue Kaivokatu Helsinki         | [ 3 ] |
|       | Musée Kiasma                 | Pirkko Siitari         | 2 rue Mannerheiminaukio Helsinki | [ 4 ] |
|       | Musée Sinebrychoff           | Ulla Huhtamäki         | 40 Bulevardi Helsinki            | [ 5 ] |
|       | Archives des arts graphiques | Riitta Ojanperä        | 2C rue Kaivokatu Helsinki        | [ 6 ] |